# Береговий Олесь
Рікардо Алехандро Береговий, в Україні відомий як Олесь (Олександр) Береговий (ісп. Ricardo Alejandro Beregovoy; нар. 24 листопада 1964, Буенос-Айрес, Аргентина) — аргентинський музикант, бандурист-віртуоз; майстер з виготовлення бандур. Етнічний українець. 
Художній керівник капели бандуристів ім. Тараса Шевченка української культурної асоціації «Просвіта» в Аргентині. Учень бандуриста Василя Качурака.

## Життєпис
Олесь Береговий народився в 1964 році в місті Буенос-Айресі, Аргентина. Батько Олеся, Митрофан Береговий, народився в селі Капітанівка, на Кіровоградщині.
Освіту майбутній бандурист здобув в середній технічній школі в Буенос-Айресі. У 2004 закінчив консерваторію.
В репертуарі музиканта переважають твори класиків, сучасних композиторів, а також кобзарські мелодії.
З 2001 року неодноразово навідувався до України. Виступав у Києві, Львові, Коломиї.

## Праці
- Береговий, О. Роздуми про бандуру / Бандура. — Нью-Йорк, 1998. — № 65 — 66
- Береговий, О. Успішне турне талановитої бандуристки Оксани Герасименко по Аргентині / Бандура. — Нью-Йорк, 2000. — № 71 — 72. — С. 41 — 47